# Karlo Lulić
Karlo Lulić (Nova Gradiška, 10 maggio 1996) è un calciatore croato, centrocampista del Casarano.

## Caratteristiche tecniche
Centrocampista ambidestro dotato di tecnica, visione di gioco e con un buon cambio di passo. Può essere impiegato sia come regista che da interno, ma può anche disimpegnarsi nel ruolo di trequartista, riuscendo così a sfruttare le sue capacità da assist man e le doti di inserimento.

## Carriera

### Club

#### Gli inizi
Cresciuto nelle giovanili del Graničar Laze prima e in quelle del Mladost Cernik dopo, nel luglio 2010 si trasferisce in quelle del NK Osijek. Il 26 maggio 2013, durante la partita Osijek-Cibalia 1-0, esordisce in Prima squadra e in 1. HNL subentrando al 58º minuto a posto di Josip Misic.
Nella stagione seguente, più precisamente il 22 luglio 2013, esordisce dal primo minuto nella partita Osijek-Lokomotiva Zagreb 1-2 nella quale Karlo sigla anche il gol che sblocca la partita. Segna altre 3 reti nel resto del Campionato: il 27 luglio contro il Zadar, il 12 agosto nella gara Rijeka-Osijek (5-1) ed il 18 agosto in casa contro l'Istra 1961. Conclude la stagione con 18 presenze e 4 gol in 1. HNL.

#### Sampdoria e i prestiti al Bohemians 1905 e l'Osijek
Il 23 settembre 2014 la Sampdoria comunica di aver acquisito le prestazioni sportive del calciatore; così facendo batte la concorrenza di Napoli, Liverpool, Roma e Borussia Dortmund. Karlo si aggrega alla Prima squadra (con la quale disputa gli allenamenti settimanali) venendo però convocato nel weekend dalla formazione Primavera per disputare le partite di Campionato. Il 4 dicembre 2014 esordisce in blucerchiato nella partita di Coppa Italia Sampdoria-Brescia 2-0, subentrando al 87' a Pedro Obiang.
Il 17 settembre 2015 viene ceduto in prestito con diritto di riscatto alla squadra ceca del Bohemians 1905 in 1. liga. Il 25 ottobre seguente esordisce subentrando al 90' della gara di Campionato persa 3 a 0 contro lo Sparta Praga. L'11 maggio 2016 segna la sua prima rete in Repubblica Ceca nella gara vinta 2 a 0 contro il Mladá Boleslav.
Il 21 luglio 2016 decide di ritornare in Croazia nelle file dell'Osijek per continuare il suo processo di crescita, l'operazione è con la formula del prestito con diritto d'opzione.

#### Frosinone, Bari e prestito al Sarajevo
Il 30 agosto 2021 torna in Italia, al Frosinone, con cui firma un contratto fino al 30 giugno 2024. Con la maglia dei ciociari totalizza 47 presenze e 2 reti.
Il 3 gennaio 2024 passa a titolo definitivo al Bari, con cui sottoscrive un contratto fino al 30 giugno 2026.
Dopo aver collezionato 19 presenze con il Bari, il 6 settembre 2024 viene ceduto in prestito al Sarajevo.

#### Casarano
Rientrato al Bari al termine del prestito al Sarajevo, l'8 agosto 2025 passa a titolo definitivo al Casarano, in Serie C.

### Nazionale
Dal 2010 ad oggi Karlo ha collezionato nelle selezioni giovanili della Nazionale croata 26 presenze con 3 gol. Nel 2013 prende parte con l'Under-17 all'Europeo, disputatosi a maggio in Slovacchia, e al Mondiale svoltosi negli Emirati Arabi Uniti ad ottobre.
Il 24 febbraio 2015 esordisce in Under-19 giocando dal primo minuto e segnando al 46º un gol nella partita amichevole persa per 4-2 contro la Serbia.
L'esordio in Under-21 avviene invece il 12 ottobre 2015 nella gara amichevole persa 4 a 3 contro la Russia a Zaprešić.

## Statistiche

### Presenze e reti nei club
Statistiche aggiornate all'8 agosto 2025.
| Stagione             | Squadra              | Campionato           | Campionato | Campionato | Coppe nazionali | Coppe nazionali | Coppe nazionali | Coppe continentali | Coppe continentali | Coppe continentali | Altre coppe | Altre coppe | Altre coppe | Totale | Totale |
| Stagione             | Squadra              | Comp                 | Pres       | Reti       | Comp            | Pres            | Reti            | Comp               | Pres               | Reti               | Comp        | Pres        | Reti        | Pres   | Reti   |
| -------------------- | -------------------- | -------------------- | ---------- | ---------- | --------------- | --------------- | --------------- | ------------------ | ------------------ | ------------------ | ----------- | ----------- | ----------- | ------ | ------ |
| 2012-2013            | Osijek               | 1. HNL               | 1          | 0          | CC              | 0               | 0               |                    |                    |                    |             |             |             | 1      | 0      |
| 2013-2014            | Osijek               | 1. HNL               | 18         | 4          | CC              | 0               | 0               |                    | -                  |                    |             |             |             | 18     | 4      |
| 2014-2015            | Sampdoria            | A                    | 0          | 0          | CI              | 1               | 0               |                    |                    |                    |             |             |             | 1      | 0      |
| lug.-set. 2015       | Sampdoria            | A                    | 0          | 0          | CI              | 0               | 0               | UEL                | 0                  | 0                  |             |             |             | 0      | 0      |
| Totale Sampdoria     | Totale Sampdoria     | Totale Sampdoria     | 0          | 0          |                 | 1               | 0               |                    | 0                  | 0                  |             |             |             | 1      | 0      |
| set. 2015-2016       | Bohemians            | 1L                   | 8          | 1          | CR              | 0               | 0               |                    |                    |                    |             |             |             | 8      | 1      |
| 2016-2017            | Osijek               | 1. HNL               | 11         | 1          | CC              | 2               | 0               |                    |                    |                    |             |             |             | 13     | 1      |
| Totale NK Osijek     | Totale NK Osijek     | Totale NK Osijek     | 30         | 5          |                 | 2               | 0               |                    |                    |                    |             |             |             | 32     | 5      |
| 2017-2018            | Rudeš                | 1. HNL               | 28         | 4          | CC              | 3               | 1               |                    |                    |                    |             |             |             | 31     | 5      |
| 2018-2019            | Waasland-Beveren     | PL                   | 13+9       | 0          | CB              | 1               | 0               |                    |                    |                    |             |             |             | 23     | 0      |
| 2019-2020            | Slaven Belupo        | 1. HNL               | 24         | 2          | CC              | 4               | 0               |                    |                    |                    |             |             |             | 28     | 2      |
| 2020-2021            | Slaven Belupo        | 1. HNL               | 34         | 1          | CC              | 2               | 0               |                    | -                  |                    |             |             |             | 36     | 1      |
| lug.-ago. 2021       | Slaven Belupo        | 1. HNL               | 5          | 0          | CC              | 0               | 0               |                    | -                  |                    |             |             |             | 5      | 0      |
| Totale Slaven Belupo | Totale Slaven Belupo | Totale Slaven Belupo | 63         | 3          |                 | 6               | 0               |                    | 0                  | 0                  |             |             |             | 69     | 3      |
| 2021-2022            | Frosinone            | B                    | 26         | 2          | CI              | -               | -               |                    |                    |                    |             |             |             | 26     | 2      |
| 2022-2023            | Frosinone            | B                    | 20         | 0          | CI              | 1               | 0               | -                  | -                  | -                  | -           | -           | -           | 21     | 0      |
| 2023-gen. 2024       | Frosinone            | A                    | 1          | 0          | CI              | 1               | 0               | -                  | -                  | -                  | -           | -           | -           | 2      | 0      |
| Totale Frosinone     | Totale Frosinone     | Totale Frosinone     | 47         | 2          |                 | 2               | 0               |                    | -                  | -                  |             | -           | -           | 49     | 2      |
| gen.-giu. 2024       | Bari                 | B                    | 16+1       | 0          | CI              | -               | -               |                    |                    |                    |             |             |             | 17     | 0      |
| lug.-set. 2024       | Bari                 | B                    | 2          | 0          | CI              | 0               | 0               | -                  | -                  | -                  | -           | -           | -           | 2      | 0      |
| Totale Bari          | Totale Bari          | Totale Bari          | 19         | 0          |                 | 0               | 0               |                    | -                  | -                  |             | -           | -           | 19     | 0      |
| set. 2024-2025       | Sarajevo             | PL                   | 26         | 4          | KB              | 1               | 0               |                    |                    |                    |             |             |             | 26     | 4      |
| 2025-2026            | Casarano             | C                    | 0          | 0          | CI-C            | 0               | 0               |                    |                    |                    |             |             |             | 0      | 0      |
| Totale carriera      | Totale carriera      | Totale carriera      | 243        | 19         |                 | 16              | 1               |                    |                    |                    |             |             |             | 259    | 20     |

### Cronologia presenze e reti in nazionale
| Cronologia completa delle presenze e delle reti in nazionale ― Croazia under 21 | Cronologia completa delle presenze e delle reti in nazionale ― Croazia under 21 | Cronologia completa delle presenze e delle reti in nazionale ― Croazia under 21 | Cronologia completa delle presenze e delle reti in nazionale ― Croazia under 21 | Cronologia completa delle presenze e delle reti in nazionale ― Croazia under 21 | Cronologia completa delle presenze e delle reti in nazionale ― Croazia under 21 | Cronologia completa delle presenze e delle reti in nazionale ― Croazia under 21 | Cronologia completa delle presenze e delle reti in nazionale ― Croazia under 21 |
| Data                                                                            | Città                                                                           | In casa                                                                         | Risultato                                                                       | Ospiti                                                                          | Competizione                                                                    | Reti                                                                            | Note                                                                            |
| ------------------------------------------------------------------------------- | ------------------------------------------------------------------------------- | ------------------------------------------------------------------------------- | ------------------------------------------------------------------------------- | ------------------------------------------------------------------------------- | ------------------------------------------------------------------------------- | ------------------------------------------------------------------------------- | ------------------------------------------------------------------------------- |
| 12-10-2015                                                                      | Zaprešić                                                                        | Croazia under 21                                                                | 3 – 4                                                                           | Russia under 21                                                                 | Amichevole                                                                      | -                                                                               | 85’                                                                             |
| Totale                                                                          |                                                                                 | Presenze                                                                        | 1                                                                               |                                                                                 | Reti                                                                            | 0                                                                               |                                                                                 |

## Palmarès

### Club

#### Competizioni nazionali
- Campionato italiano di Serie B: 1

Frosinone: 2022-2023
- Coppa di Bosnia: 1

Sarejevo: 2024-2025